# Nanà (romanzo)
Nanà (Nana) è un romanzo dello scrittore francese Émile Zola, il nono dei venti romanzi del ciclo dei Rougon–Macquart.
Insieme a L'ammazzatoio, è il romanzo di Zola più famoso e quello che ha riscosso maggior successo di critica e pubblico. Il libro contiene un vivido ritratto della ricca borghesia parigina di fine Ottocento, toccando punte di eccellenza nella descrizione di una prima di teatro e del Grand Prix de Paris di ippica.

## Trama
(Émile Zola, Nanà.)
Il romanzo racconta l'ascesa di Anna Coupeau, detta Nanà, che da donna di marciapiede si eleva a lussuriosa femme fatale durante gli ultimi tre anni del Secondo Impero francese. La donna era apparsa per la prima volta nel romanzo L'ammazzatoio del 1877, dove era stata introdotta come figlia della lavandaia Gervaise e dello zincatore alcolizzato Coupeau, riuscita a sfuggire al disastro economico familiare dopo essere scappata di casa.
Nel corso della storia, Nanà cerca di riscattare le sue umili origini e di guadagnare a tutti i costi il rispetto dell'alta società di Parigi. Riscuote straordinaria popolarità recitando nello spettacolo La blonde Vénus tenuto al Théâtre des Variétés, grazie al suo fascino e alla sua formosità, pur non sapendo né cantare né recitare. Tuttavia, smette presto di dedicarsi all'arte per concentrarsi sulla sistematica dilapidazione del patrimonio dei suoi numerosissimi amanti, che includono sia uomini che donne. Nanà disprezza però intimamente tutti i suoi corteggiatori, e diventa causa di suicidi, divisioni, arresti, facendo "marcire" tutto quello che tocca: Philippe Hugon viene imprigionato dopo aver rubato all'esercito per prestarle denaro; il ricco banchiere Steiner va in bancarotta cercando di soddisfare ogni sua richiesta; Georges Hugon si pugnala al petto per l'angoscia di vederla con un altro; Vandeuvres si dà fuoco dopo essere stato rovinato finanziariamente da lei; il giornalista Fauchery viene anch'egli rovinato finanziariamente da Nanà, mentre il conte Muffat subisce ripetute umiliazioni e tradimenti e sottostà inerme ad ogni suo capriccio.
Sul finire della storia, a "marcire" è anche il figlioletto di Nanà, Louiset, da tempo affidato alle cure della zia e morto di vaiolo a soli tre anni. Il vaiolo finirà per reclamare anche la vita di Nanà, poco dopo il suo ritorno a Parigi nel luglio 1870 dopo un'avventura amorosa con un principe a San Pietroburgo, mentre nelle strade delle capitale la folla è festante alla vigilia dell'entrata in guerra dell'Impero contro la Prussia di Bismarck.

## Versione teatrale
William Busnach trasse nel 1881 dal romanzo, con il permesso di Zola, una pièce teatrale in cinque atti.

## Edizioni italiane

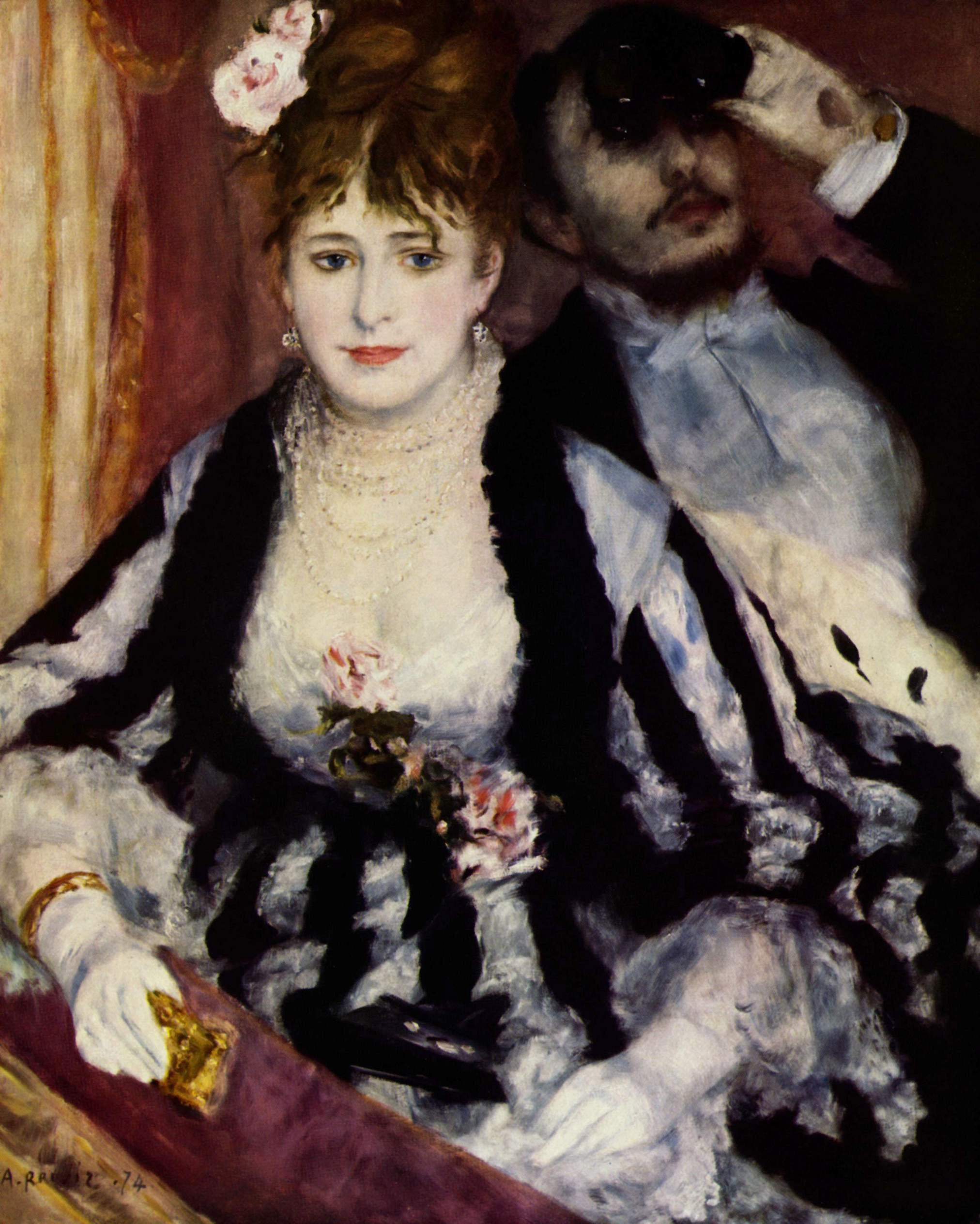
Il palco di Pierre-Auguste Renoir è spesso associato al romanzo Nanà.

- trad. di Policarpo Petrocchi e Louis Standaert, G. Pavia e C., Milano 1880
- trad. di Vittorio Bersezio, Libreria Editrice, Milano 1882 (la versione teatrale in collaborazione con William Busnach)
- trad. anonima, Bideri, Napoli 1892
- trad. di Adriano Salani, Salani, Firenze 1895; Quattrini, Firenze 1924
- trad. di Raoul Fandot, Nerbini, Firenze 1912
- trad. di Corrado Ferri, Bietti, Milano 1913; Aurora, 1936
- trad. di R. Picco, Edizioni Madella, Milano 1929;
- trad. di U. Caimpenta, Lucchi, Milano 1947
- trad. anonima, Giachini, Milano 1954
- trad. di Sestilio Montanelli, Mondadori, Milano 1955
- trad. di Dora Eusebietti, Utet, Torino 1960
- trad. di Maria Bellonci, Gherardo Casini Editore, Firenze, 1965; Sansoni, Firenze, 1965-1969; BUR-Rizzoli, Milano, 1981 (con introduzione di Henri Mitterand) ISBN 88-17-12252-1
- trad. di Ricciardetto Buzzoni, Alberto Peruzzo Editore, Milano 1986
- trad. di Luisa Collodi, introduzione di Riccardo Reim, premesse di Massimo Raffaeli e Attilio Lolini, Newton Compton, Roma 1994 ISBN 88-541-0102-8; 2010 (con premessa di Aldo Nove)
- trad.di Giovanni Bogliolo (con introduzione di Roberta Maccagnani, con uno scritto di Thomas Mann), in Oscar classici Mondadori, 1995
- trad. di Giovanni Bogliolo, in Romanzi, a cura di Pierluigi Pellini, vol. 1, I Meridiani Mondadori, Milano 2010 ISBN 9788804594161
- trad. e cura di Donata Feroldi, Feltrinelli Universale Economica / Classici, Milano, 2014.

## Versioni cinematografiche e televisive

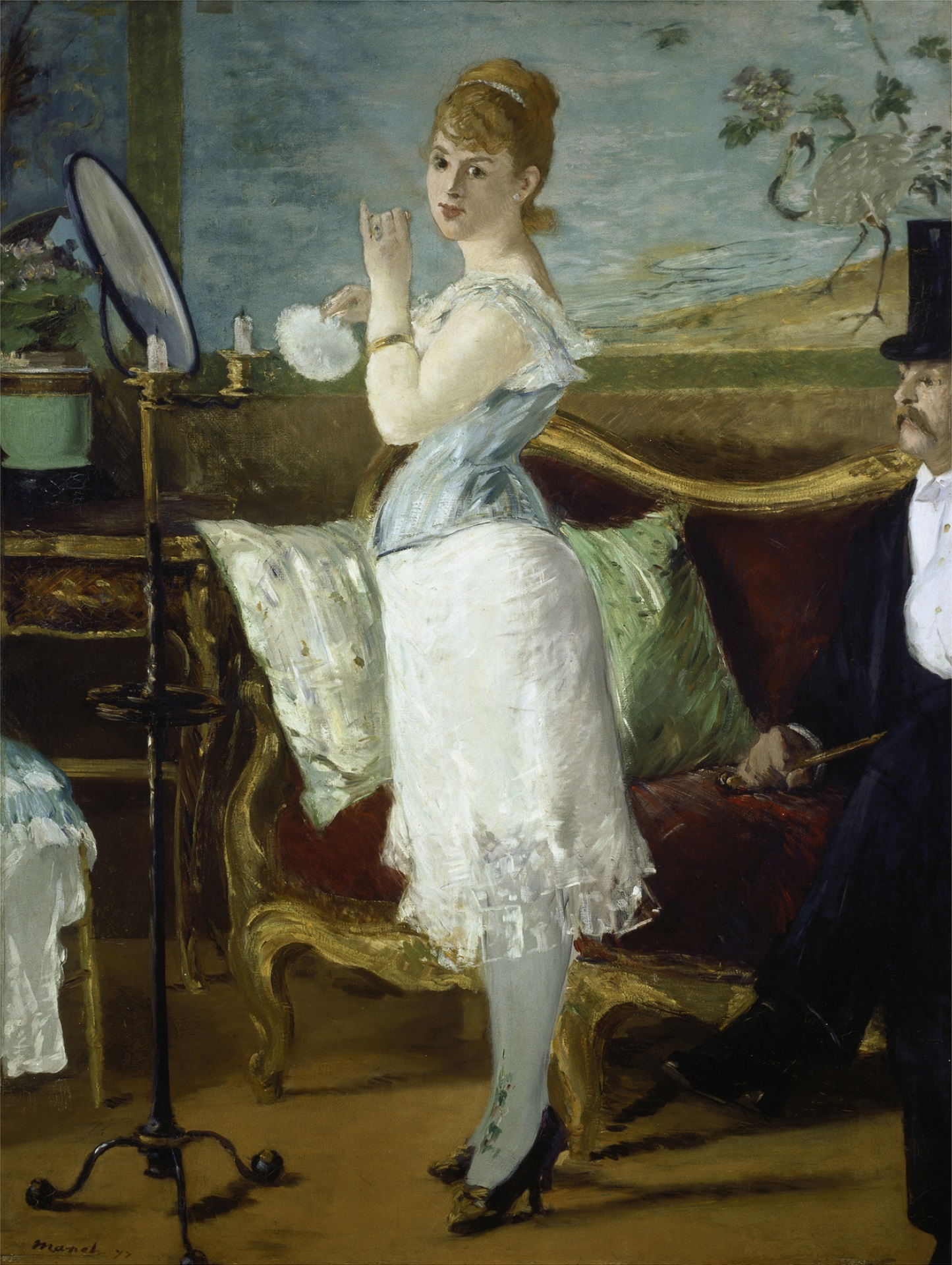
"Nana" di Édouard Manet (1877)

Dal romanzo sono stati tratti diversi film, da ricordare almeno:
- Nanà, per la regia di Camillo De Riso nel 1914;
- quello di Jean Renoir nel 1926, con Catherine Hessling;
- quello di Dorothy Arzner e George Fitzmaurice del 1934;
- quello di Roberto Gavaldón e Celestino Gorostiza del 1944;
- quello di Christian-Jaque nel 1955 con Martine Carol;
- uno di Mac Ahlberg con Anna Gaël, nel 1970;
- uno di Dan Wolman con Katya Berger, nel 1983.

Sono state tratte anche diverse serie televisive:
- per la regia di John Davies, con Katherine Schofield, nel 1968;
- per la regia di Maurice Cazeneuve, con Véronique Genest, nel 1981;
- per la regia di Alberto Negrin, con Francesca Dellera, nel 1999;
- per la regia di Édouard Molinaro, con Lou Doillon, nel 2001.

## Altre versioni iconografiche
- Édouard Manet diede al ritratto di Henriette Hauser il nome di Nana che aveva incontrato nel romanzo L'ammazzatoio di Zola. Il dipinto venne rifiutato dalla commissione che valutava quali opere esporre al Salon nel 1877.
- L'ispirazione di Zola viene fatta risalire a Blanche d'Antigny, che a sua volta fu modella per alcuni quadri di Paul Baudry.
- Le serie di Nanas vennero dichiarate dalla scultrice Niki de Saint Phalle più legate a Peter Paul Rubens che al romanzo di Zola.